# Pleine communion
La pleine communion est, dans l'Église catholique, une relation de plein accord avec des confessions chrétiennes qui partagent les principes essentiels de la théologie catholique. Cette pleine communion permet la communicatio in sacris, c'est-à-dire le partage de célébrations et de sacrements tels que l'eucharistie avec les fidèles ou le clergé d'une autre confession.

## Présentation
L'ecclésiologie catholique établit une distinction entre la communion complète et la communion partielle. Dans le cas de la pleine communion, il n'y a qu'une seule Église. La communion partielle, en revanche, existe là où certains éléments de la foi chrétienne sont communs, mais où l'unité complète sur l'essentiel fait défaut. La pleine communion implique l'intégralité des liens de communion : la foi, les sacrements et l'autorité pastorale. 
L'Église catholique se considère en communion partielle avec les Églises protestantes et en communion plus proche, mais imparfaite, avec les Églises orthodoxes. Ses critères sont définis dans des documents tels que Lumen gentium ou Unitatis Redintegratio, et leur application dans le Code de droit canonique de 1983.
Les Églises catholiques orientales sont en pleine communion avec l'Église de Rome, de même que les Églises particulières qui sont des juridictions ou des circonscriptions de l'Église catholique. Celle-ci peut être vue, non pas comme la somme de ces Églises particulières, mais comme leur communion, selon les termes de la Congrégation pour la doctrine de la foi. Cette communion est une réalité à la fois ontologique et temporelle.